# Sillago
Sillago là một chi cá trong họ cá đục Sillaginidae

## Các loài
Có 31 loài được ghi nhận trong chi này:

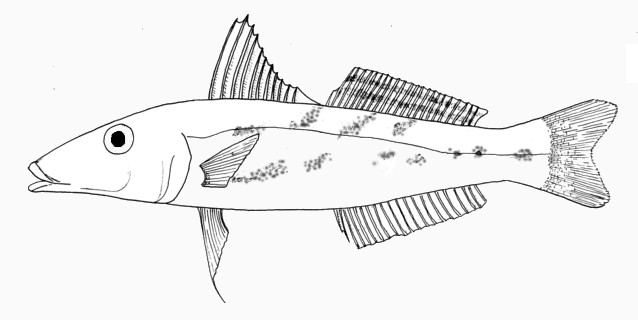
Sillago aeolus

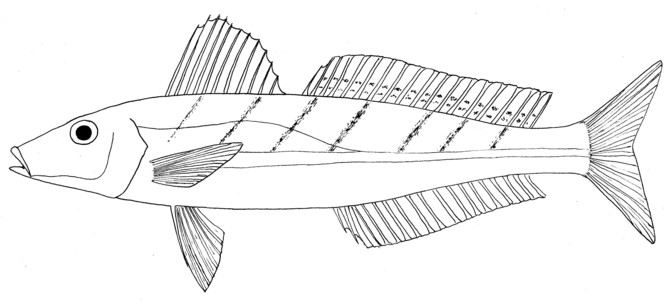
Sillago bassensis

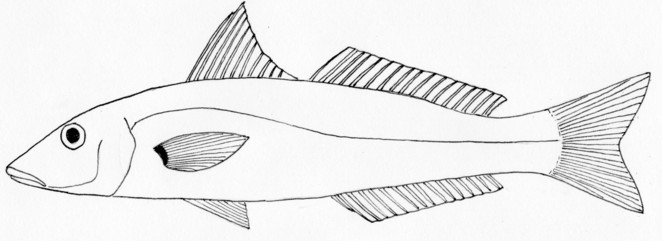
Sillago ciliata

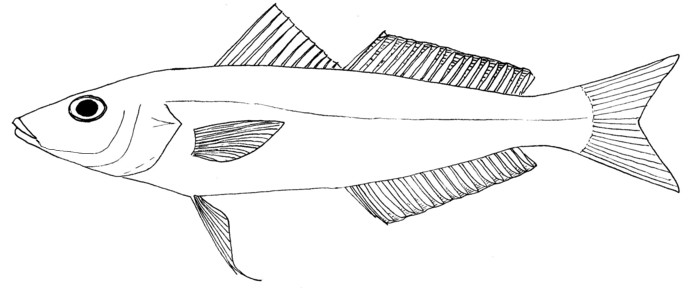
Sillago ingenuua

- Sillago aeolus D. S. Jordan & Evermann, 1902 (Oriental sillago)
- Sillago analis Whitley, 1943 (Golden-lined sillago)
- Sillago arabica McKay & McCarthy, 1989 (Arabian sillago)
- Sillago argentifasciata C. Martin & H. R. Montalban, 1935 (Silver-banded sillago)
- Sillago asiatica McKay, 1982 (Asian sillago)
- Sillago attenuata McKay, 1985 (Slender sillago)
- Sillago bassensis G. Cuvier, 1829 (Western school sillago)
- Sillago boutani Pellegrin, 1905 (Boutan's sillago)
- Sillago burrus Richardson, 1842 (Western trumpeter sillago)
- Sillago caudicula Kaga, Imamura, Nakaya, 2010
- Sillago ciliata G. Cuvier, 1829 (Sand sillago)
- Sillago erythraea G. Cuvier, 1829
- Sillago flindersi McKay, 1985 (Flinders' sillago)
- Sillago indica McKay, Dutt & Sujatha, 1985 (Indian sillago)
- Sillago ingenuua McKay, 1985 (Bay sillago)
- Sillago intermedius Wongratana, 1977 (Intermediate sillago)
- Sillago japonica Temminck & Schlegel, 1843 (Japanese sillago)
- Sillago lutea McKay, 1985 (Mud sillago)
- Sillago maculata Quoy & Gaimard, 1824 (Trumpeter sillago)
- Sillago megacephalus S. Y. Lin, 1933 (Large-headed sillago)
- Sillago microps McKay, 1985 (Small-eyed sillago)
- Sillago nierstraszi Hardenberg, 1941 (Rough sillago)
- Sillago parvisquamis T. N. Gill, 1861 (Small-scale sillago)
- Sillago robusta Stead, 1908 (Stout sillago)
- Sillago schomburgkii W. K. H. Peters, 1864 (Yellowfin sillago)
- Sillago sihama Forsskål, 1775 (Silver sillago)
- Sillago sinica T. X. Gao, D. P. Ji, Y. S. Xiao, T. Q. Xue, Yanagimoto & Setoguma, 2011 (Chinese sillago)
- Sillago soringa Dutt & Sujatha, 1982 (Soringa sillago)
- Sillago suezensis Golani, R. Fricke & Tikochinski, 2013 [2]
- Sillago vincenti McKay, 1980 (Vincent's sillago)
- Sillago vittata McKay, 1985 (Banded sillago)